# Poolbillard-Bundesliga
Die Poolbillard-Bundesliga ist die höchste Spielklasse im Poolbillard in Österreich. Dabei ermitteln acht Mannschaften den Österreichischen Mannschaftsmeister sowie die beiden Absteiger in die Poolbillard-Regionalliga. In dieser Form besteht die Bundesliga seit 1987, zuvor fand seit 1981 jährlich eine Österreichische Team-Meisterschaft statt.

## Modus
Ein Spiel besteht aus jeweils zwei Partien in den Disziplinen 14/1 endlos, 8-Ball, 9-Ball und 10-Ball. Dabei darf kein Spieler mehr als zwei Partien spielen und er darf nicht mehr als eine Partie in einer Disziplin spielen. Es gelten die folgenden Ausspielziele:
- 14/1 endlos: 100 Punkte
- 8-Ball: 7 Gewinnspiele
- 9-Ball: 9 Gewinnspiele
- 10-Ball: 7 Gewinnspiele

## Österreichische Mannschaftsmeister
Mit jeweils fünf Titeln sind Eintracht Klagenfurt und Black Eight Linz österreichische Rekordmeister.

### Österreichische Team-Meisterschaft
Vor der Einführung der Bundesliga fand von 1981 bis 1986 jährlich die Österreichische Team-Meisterschaft teil. Dabei wurden 1983 und 1984 separate Meisterschaften im 14/1 endlos und im 8-Ball ausgetragen. Der PBC Klagenfurt-Meran gewann vier Titel und ist somit der erfolgreichste Verein der Team-Meisterschaft.
| Saison | Meister                                                            |
| ------ | ------------------------------------------------------------------ |
| 1981   | BC Fortuna Bischofshofen                                           |
| 1982   | PBC Klagenfurt-Meran                                               |
| 1983   | PBC Klagenfurt-Meran (14/1 endlos) BC Standard Klagenfurt (8-Ball) |
| 1984   | PBC Eberndorf (14/1 endlos) PBC Eintracht Klagenfurt (8-Ball)      |
| 1985   | PBC Klagenfurt/Meran                                               |
| 1986   | PBC Eintracht Klagenfurt                                           |

### Poolbillard-Bundesliga
Seit der Einführung der Bundesliga wurde der PBC Black Eight Linz fünfmal Österreichischer Meister und ist damit Rekordsieger in der Bundesliga. Zudem gewann er von 2006 bis 2009 als bislang einziger Verein drei Titel in Folge.
| Saison    | Meister                       |
| --------- | ----------------------------- |
| 1987/88   | PBC Eintracht Klagenfurt      |
| 1988/89   | PBC Hypo Völkermarkt          |
| 1989/90   | PBC Hypo Völkermarkt          |
| 1990/91   | CAP Hörbranz                  |
| 1991/92   | UBSC Pfisterer Pongau         |
| 1992/93   | PBC Landhaus Brixlegg         |
| 1993/94   | UBSC Pfisterer Pongau         |
| 1994/95   | UBSC Pfisterer Pongau         |
| 1995/96   | BSC Levis Carambol Graz       |
| 1996/97   | Pool-Stars Altach             |
| 1997/98   | Pool-Stars Altach             |
| 1998/99   | UBSC Pfisterer Pongau         |
| 1999/2000 | PBC Lord Eintracht Klagenfurt |
| 2000/01   | Black 8 Megaplex Pasching     |
| 2001/02   | PBC Black Eight Linz          |
| 2002/03   | PBC Snooker Villach           |
| 2003/04   | SG Feldkirch-Schaan           |
| 2004/05   | PBC Black Eight Linz          |
| 2005/06   | PBC Eintracht Klagenfurt      |
| 2006/07   | PBC Black Eight Linz          |
| 2007/08   | PBC Black Eight Linz          |
| 2008/09   | PBC Black Eight Linz          |
| 2009/10   | Pool X-Press Innsbruck        |
| 2010/11   | BC Deutschkreutz              |
| 2011/12   | BC Deutschkreutz              |
| 2012/13   | PBC Billardtempel Linz        |
| 2013/14   | Pool X-Press Innsbruck        |
| 2014/15   | Pool X-Press Innsbruck        |
| 2015/16   | SU Raika Zwettl               |
| 2016/17   | CAP Hörbranz                  |